# Virgen de Montserrat
La Virgen de Montserrat (en catalán: Mare de Déu de Montserrat), conocida popularmente como La Moreneta, es la patrona de Cataluña y una de las nueve Patronas de las comunidades autónomas de España. La imagen se venera en el Monasterio de Montserrat, símbolo para Cataluña y un punto de peregrinaje para creyentes, además de un atractivo turístico.
El 12 de septiembre de 1881, el papa León XIII declaró oficialmente a la Virgen de Montserrat como patrona de las diócesis de Cataluña. Se le concedió también el privilegio de tener misa y oficios propios. Su festividad se celebra el 27 de abril. También se celebra el día 8 de septiembre fiesta de la Natividad de la Virgen, como una Virgen encontrada.

## Historia

### Leyenda
Según la leyenda, la primera imagen de la Virgen de Montserrat la encontraron unos niños pastores en el año 880. Tras ver una luz en la montaña, los niños encontraron la imagen de la Virgen en el interior de una cueva. Al enterarse de la noticia, el obispo de Manresa intentó trasladar la imagen hasta esta ciudad, pero el traslado fue imposible ya que la estatua pesaba demasiado. El obispo lo interpretó como el deseo de la Virgen de permanecer en el lugar en el que se la había encontrado y ordenó la construcción de la ermita de Santa María, origen del actual monasterio.

### Historia reciente
Durante la Guerra de la Independencia, que supuso la invasión de parte de España por parte de tropas de Francia en 1808, el Monasterio de Montserrat fue profanado y la imagen de la Virgen fue trasladada a Barcelona para evitar su destrucción. La imagen estuvo primero en la catedral y después en la Iglesia de San Miguel. En 1824, el nuevo gobierno permitió su regreso a Montserrat y la reconstrucción del monasterio. Sin embargo, el cambio político, la supresión de órdenes religiosas y las desamortizaciones obligaron de nuevo a la Virgen a estar ausente de su Santuario hasta 1844, cuando se restableció de nuevo su culto.
Desde épocas remotas la Virgen estaba vestida con lujosos mantos de tela y grandiosas coronas de oro, pero todo ello fue expoliado por los milicianos republicanos durante la guerra civil española. Tras el final de la contienda, la imagen se presentó con su aspecto original románico, despojada de vestidos y accesorios, que es como actualmente se muestra.

### Salidas extraordinarias
Desde su entronización en 1947, la imagen ha salido extraordinariamente del monasterio en otras dos ocasiones: 1997 (por los cincuenta años de dicha entronización) y 2025 (año del milenario de la fundación del monasterio).

## La talla

Fotografía antigua de la Virgen en la cual se muestra vestida con atavíos de tela

La imagen es una talla románica del siglo XII realizada en madera de álamo. Representa a la Virgen con el niño Jesús sentado en su regazo y mide unos 95 centímetros de altura. En su mano derecha sostiene una esfera que simboliza el universo; el Niño tiene la mano derecha levantada en señal de bendición mientras que en la mano izquierda sostiene una piña. El rostro y la cabeza del Niño Jesús fueron retocados en época posterior y muestran un estilo naturalista ajeno del todo a las imágenes románicas.
Con excepción de la cara y de las manos de María y el Niño, la imagen es dorada. Las carnaciones son de color negro, lo que le ha dado el apelativo popular de La Moreneta. Se ha querido asociar al grupo de las llamadas vírgenes negras que tanto se extendió por la Europa románica y cuyo significado ha dado lugar a múltiples estudios, si bien en este caso las manos y el rostro de la Virgen y el Niño fueron pintados con blanco de plomo o albayalde que, al oxidarse, adquirieron una tonalidad oscuray a un repintado del principios del siglo XIX. Aunque la talla es mayoritariamente del siglo XII, tanto el Niño Jesús como las manos actuales de la Virgen son un añadido del siglo XIX.
La Virgen de Montserrat fue la primera imagen mariana de España en recibir la Coronación canónica ya en 1881, seguida de la Virgen de la Merced de Barcelona (1886), la Virgen de la Candelaria de Tenerife, Patrona de Canarias (1889), la Virgen de los Reyes de Sevilla (1904), y la Virgen de la Misericordia de Reus (1904), entre otras.
En España existen otras vírgenes negras conocidas con el nombre de "morenas", como la Virgen de Guadalupe (Cáceres), la Virgen de Lluc (Mallorca), la Virgen de Candelaria (Tenerife), la Virgen de la Cabeza (Jaén), la Virgen de Argeme (Coria), la Virgen de la Velía (Bimenes, Asturias), la Virgen de Torreciudad, Virgen del Agua (Jete, Granada),la Virgen del Castillo de Chiva, la Virgen de las Virtudes Villena, Alicante y la Virgen de la Carrasca (Villahermosa, Ciudad Real)

## Himno
| Rosa d’abril, Morena de la serra, de Montserrat estel, il•lumineu la catalana terra, guieu-nos cap al Cel. Amb Serra d'Or els angelets serraren eixos torons per fer-vos un palau; Reina del Cel que els Serafins baixaren, deu-nos abric dins vostre mantell blau. Alba naixent d’estrelles coronada, Ciutat de Déu que somnià David, a vostres peus la lluna s’és posada, el sol sos raigs vos dóna per vestit. Dels catalans sempre sereu Princesa, dels espanyols Estrella d’Orient, sigueu pels bons pilar de fortalesa, pels pecadors el port de salvament. Doneu consol a qui la pàtria enyora, sens veure mai els cims de Montserrat; en terra i mar oïu a qui us implora, torneu a Déu els cors que l’han deixat. | Mística Font de l’aigua de la vida, rageu del Cel al cor de mon país; dons i virtuts deixeu-li per florida; feu-ne, si us plau, el vostre paradís. Ditxosos ulls, Maria, els que us vegin! ditxós el cor que s’obri a vostra llum! Roser del Cel, que els serafins voltegen, a ma oració doneu vostre perfum. Cedre gentil, del Líbano corona, Arbre d’encens, Palmera de Sion, el fruit sagrat que vostre amor ens dóna és Jesucrist, el Redemptor del món. Amb vostre nom comença nostra història i és Montserrat el nostre Sinaí: sient per tots l’escala de la glòria eixos penyals coberts de romaní. Rosa d’abril, Morena de la serra, de Montserrat estel, il•lumineu la catalana terra, guieu-nos cap al Cel. |

Letra: J. Verdaguer; Música: J. Rodoreda

## Réplicas de la imagen

### España (Barcelona)
Existe una réplica de la Moreneta en la capilla del estadio del Camp Nou, del FC Barcelona. Fue modelada por la propia comunidad benedictina de Montserrat y el club la compró, mediante suscripción popular, para que presidiera la ceremonia inaugural del Camp Nou, el 24 de septiembre de 1957, junto al altar en el que el entonces obispo auxiliar Narcís Jubany celebró la misa. Dos días antes se había organizado una romería a Montserrat y allí la imagen se mostró públicamente, por primera vez , y fue bendecida por el abad Aureli Maria Escarré. En el Camp Nou fue entronizada por el arzobispo Gregorio Modrego Casaus.

### España (Galicia)
Existe una réplica de la Moreneta en la Catedral de Santiago de Compostela. Regalo del monasterio de Montserrat.[cita requerida]

### Argentina
- Buenos Aires Se la venera en la Parroquia homónima, sita en la Av. Belgrano 1151. Es la Tercera parroquia en antigüedad de Buenos Aires. Asimismo esta parroquia le da el nombre al barrio. Un catalán llamado Juan Pedro Sierra solicita y obtiene un permiso en 1755 para construir una capilla en honor de la Virgen de Montserrat. En 1770 la Hermandad de Ntra. Sra. de Montserrat hace construir un templo más grande. Uno de sus párrocos, Fray Nepomuceno Solá, participó en el Cabildo Abierto del 22 de mayo de 1810, paso previo al inicio de la independencia de este país.
- San Miguel de Tucumán, provincia de Tucumán, al noroeste del país, se encuentra la parroquia de Nuestra Señora de Montserrat, cuya imagen que es una réplica exacta de la original, venerada desde el año 1957. Llegada de la mano del sacerdote Joaquín Cucala Boix quien fundó el templo y en el año 1961 un establecimiento educativo para niños y jóvenes. El establecimiento lleva el nombre de Colegio Nuestra Señora de Montserrat, dedicado a los niños e Instituto Nuestra Señora de Montserrat para la enseñanza de adolescentes. Se festeja su día el 27 de abril.
- Córdoba Se encuentra en la capital de la provincia, con mismo nombre, en pleno centro, dentro de la escuela secundaria "Colegio Nacional de Monserrat". Fue un regalo realizado por el aniversario número 300 del centro educativo, el 1 de agosto de 1997. Actualmente se encuentra exhibido en el salón de actos del mismo establecimiento.
- Godoy Cruz: en esta ciudad de la provincia de Mendoza, sobre la calle Joaquín V. González al 2020, se encuentra la Iglesia de Montserrat, que venera a la Virgen morena.

### Brasil
En Brasil, la Virgen de Montserrat es la patrona de la ciudad de Santos (estado de São Paulo); su fiesta se celebra el 8 de septiembre. El "Santuário de Nossa Senhora do Monte Serrat" (1603) se encuentra en la cima del "Monte Serrat" en Santos. También existe una réplica de la imagen en la Igreja da Ordem Terceira do Carmo.
Hay una réplica también en la Iglesia del Inmaculado Corazón de María, en el barrio de Higienópolis, en la ciudad de São Paulo.
En la ciudad de Porto Alegre se encuentra la parroquia de Nossa Senhora do Montserrat que daba el nombre al barrio en que se encuentra. Ante la dificultad de pronunciación en portugués, el nombre del barrio se cambió a Mont Serrat, pronunciado en portugués de Brasil "Monte Serate". La parroquia fue fundada sobre los terrenos de lo que debería haber sido un monasterio benedictino fundado bajo los auspicios de la Abadía de Montserrat.

### Chile
Véase también Iglesia de La Viñita
La Iglesia La Viñita, también conocida como el Santuario de Nuestra Señora de Montserrat, se encuentra ubicada en la intersección de la Avenida Recoleta con calle Santos Dumont a los pies del Cerro Blanco en la Comuna de Recoleta, ciudad de Santiago de Chile. Si bien en 1545 se erigió una ermita encargada por Doña Inés de Suárez,  se construyó el actual templo en 1834. Para más detalles, véase en el vínculo destacado en el encabezado de este artículo.
En Chile, el culto a la Virgen de Montserrat está estrechamente asociado a la delincuencia, al narcotráfico y al ocultismo (similar a lo que ocurre en otros países como en México con San Judas Tadeo o con María Auxiliadora en Colombia) la asociación se debe al sitio geográfico en el cual se emplazó la primera Iglesia de Doña Inés de Suárez, el cerro blanco era un cerro usado por los indígenas para realizar rituales precolombinos, este cerro era el refugio de los delincuentes del Santiago colonial, quiénes sabían que las autoridades no los buscarían en el cerro por miedo a los rituales paganos que allí se realizaban, con el paso de los siglos fue consolidándose la creencia de que la Virgen de Montserrat protegía a los delincuentes, extendiéndose así el culto a todas las cárceles del país, por esta misma razón, la Iglesia de Chile nombró a esta advocación como patrona de la pastoral penitenciaria y de la fundación patérnitas, que trabaja con la reinserción social de los presos.
En la comuna de Puente Alto, (Santiago) específicamente en la calle Luis Matte Larrain 0385 se encuentra la Parroquia de Nuestra Señora de Montserrat, quien hace más de sesenta años difunde la devoción a la moreneta. Su celebración es el día 27 de abril, la que convoca una gran multitud de fieles.
También en la Región de Magallanes y de la Antártica Chilena, particularmente en la comuna de Río Verde se erigió un altar con la imagen de la Virgen de Montserrat en una gruta natural que forma la caída de un río a orillas del mar. Su fiesta, el segundo domingo de cada enero, se ha transformado en la principal festividad religiosa de la región. Desde Punta Arenas y alrededores, miles de personas llegan a dicha comunidad rural a orillas del seno Skyring para venerar su imagen, mandada a colocar allí por un devoto inmigrante español.
Actualmente la fiesta religiosa es organizada por la diócesis de Punta Arenas y la Ilustre Municipalidad de Río Verde.

### Colombia
Sobre la cima de los cerros orientales de la ciudad de Bogotá, se encuentra ubicado el Santuario de Monserrate,  el cual recibe este nombre en honor a "Nuestra Señora de Monserrat" que se encuentra en un monte cerca de Barcelona, España.
En el año de 1650 don Pedro Solís de Valenzuela, Jacinto García, Domingo Pérez y Francisco Pérez de la Puebla se presentaron ante los señores Presidente de la Audiencia y Arzobispo de Santafé solicitando licencia para construir una ermita en lo alto del cerro; su intención era celebrar al igual que en España, el día de la Santa Cruz 
Resulta que a los fundadores les pareció que la devoción a la Santa Cruz aumentaría si se completaba con la de la Virgen María; fue así como la Virgen de Monserrat de España se integró a la cruz santafereña de la Nieves.
Entonces la ermita que se construyó fue denominada Nuestra Señora de la Cruz de Monserrat. Hacia el año 1656 el padre Bernardino de Rojas, que fue administrador de la ermita de Monserrate, encargó las tallas de un Cristo Crucificado y de un Señor Caído al escultor santafereño Pedro de Lugo Albarracín. En un principio estas esculturas fueron colocadas en un lugar lateral de la ermita, para las que se construyó una capilla destinada a la adoración del Santo Cristo. De las dos imágenes, la del Señor Caído ganó importancia con el tiempo y finalmente terminó reemplazando en el patronazgo de la ermita a la Virgen de Monserrat.

### Cuba
En La Habana se levanta una bella iglesia, llamada la "ermita de Montserrate", cuyo retablo de plata es una imitación del retablo del monasterio de Montserrat. Está situada en un entorno elevado, que recuerda al Montserrat español. Edificada por la colonia catalana de La Habana, es lugar de cita de convivencias y encuentros religiosos. La ciudad de Matanzas contaba igualmente con una pequeña ermita más modesta, que fue profanada y casi derruida luego de la Revolución.
En Camagüey también se encuentra un Ermita llamada Capilla de Montserrat de Arquitectura neocolonial camagueyana, un legado de los catalanes en Camagüey. Fue inaugurada el 23 de abril de 1950 y es atendida por la familia Salesiana.

### Ecuador
Se propaga la devoción en el Ecuador en la Iglesia "Nuestro Señor del Jordán" de los hermanos Franciscanos de la ciudad de Otavalo, Provincia de Imbabura. Es venerada como: Santísima Virgen de Monserrat, Patrona de Otavalo y todas sus parroquias. Su fiesta se la celebra en el mes de septiembre (en las tradicionales fiestas del Yamor) en una gran Misa Solemne presidida por el Obispo de la diócesis y concelebrada por los hermanos Franciscanos y demás sacerdotes invitados, además de las principales autoridades civiles de la Ciudad de Otavalo y los fieles de la ciudad.

#### Guayaquil, Ecuador
La devoción a la Virgen de Montserrat también se encuentra en la Ciudadela 9 de octubre, calle sexta y av. sexta ubicada al sur de la ciudad de Guayaquil. Los feligreses celebran sus fiestas patronales el 27 de abril; días antes la parroquia se prepara con meditaciones del triduo (3 días), misa solemne y por último, le obsequian una serenata en el templo. El párroco actual, Rev. padre Teófilo Gaivao Mier -de origen colombiano- quien por 16 años dirige la Iglesia "Nuestra Señora de Montserrat", ha escrito unos Gozos en forma de sextetos. Los gozos se encuentran publicados en la Revista Científica Universitas-Redalyc por la lcda. Olga Naranjo Riofrío,
GOZOS A LA VIRGEN MORENA

| I Del cielo a España bajaste para cumplir la misión Y llena de bendición Hasta Guayaquil llegaste para que con devoción todos podamos honrarte. II Por un mandato divino llegaste al monte aserrado convirtiéndole en sagrado lugar donde el peregrino se siente regocijado porque es muy bien recibido. III Luego llegaste hasta Roma del cristianismo la cuna y asumiste a Cataluña como principal patrona y por el mundo de una | IV Y cuando ya te descubre nuestro Padre fundador te trasladó al Ecuador hasta la 9 de Octubre donde el pueblo con fervor a tu protección acude. V Eres la de tez morena de tu raza protectora por eso el pueblo te implora mientras tu imagen venera y te amamos más ahora porque eres guayaquileña VI Como buena intercesora te desvelas por los pobres escuchando sus clamores cuando rendido te implora y hasta le enseñas valores porque eres Santa Señora | VII Y como tú siempre estas cuando invocamos tu nombre para que el mundo razone haz como hiciste en Caná pide a Cristo por el hombre para que alcance la paz. VIII Y ahora confiados vivimos porque no estamos perdidos pues por tu precioso Hijo hemos sido redimidos y alcanzaremos la Gloria en donde no hay oprimidos. |

#### Montecristi, Manabí, Ecuador
En la ciudad de Montecristi, se venera a la Virgen de Monserrat, el 21 de noviembre se celebran las fiestas patronales, es devoción peregrinar desde las ciudades cercanas a partir del 11 de noviembre, hasta la basílica de la virgen de Monserrat, que está ubicada al pie del cerro de Montecristi, donde cada año centenares de peregrinos llegan hasta la basílica a venerar a nuestra madre santísima a agradecer los favores recibidos, extendiéndose así su devoción por todo el país.

### Nicaragua
En La Concepción (departamento de Masaya) se celebra a la Virgen de Montserrat, venerada imagen traída de España según la leyenda.
El día 8 de febrero se realiza una de las ceremonias religiosas más importantes, pues luego de la santa misa en la parroquia del pueblo, la imagen de la Virgen de Montserrat sale en procesión al encuentro con San Marcos Evangelista patrono de San Marcos (Nicaragua) en Las Pilas de Sapasmapa.

### El Salvador
En El Salvador existe una pequeña comunidad llamada Colonia Montserrat; allí se encuentra la parroquia del mismo nombre, cuya festividad se celebra el día 27 de abril.

### España

#### España (Sevilla)
La Hermandad de Montserrat, que realiza estación de penitencia a la catedral la tarde del Viernes Santo, y que fue fundada por catalanes de diversos gremios ya afincados y naturalizados en la capital hispalense, posee una réplica de "la Moreneta" realizada en plata. Dicha réplica preside la entrecalle de la candeleria del paso de palio de esta hermandad. La imagen titular que procesiona, es una talla de la típica dolorosa sevillana bajo la advocación de Montserrat.

#### España (Valencia, Picaña)
En la iglesia de la Virgen de Montserrat de Picaña, del siglo XVIII, se encuentra una imagen de la "Moreneta" presidiendo su altar. Patrona de la población, se celebra en septiembre su fiesta a cargo de las clavariesas de ese año.

#### España (Canarias)
En la Iglesia Matriz de la Concepción de la ciudad de San Cristóbal de La Laguna (Tenerife), hay una pequeña imagen de la Virgen de Montserrat, que es una réplica exacta (aunque de menor tamaño) de la que se venera en Cataluña. En la isla de La Palma, en el municipio de San Andrés y Sauces, en la iglesia gótica de Nuestra Señora de Montserrat de los Sauces (fundada en 1513, por conquistadores y colonos catalanes) se venera una talla de la Virgen de Montserrat, que es además la patrona de este municipio.  Se comenta que fue esta la Virgen que vio San Juan en el Apocalipsis [Una gran señal apareció en el Cielo: una mujer vestida del sol, con la luna bajo sus pies y una corona de doce estrellas sobre su cabeza (Ap, 12,1)]. La fiesta es del 1 al 15 de septiembre.

### Guatemala
En la Arquidiócesis de Guatemala, existe una parroquia dedicada a la Virgen de Montserrat. La cual se ubica en 5 C. 3-11 Z.4 Mixco, Montserrat 2. Su fiesta patronal se celebra el 27 de abril y cada año El domingo más cercano a la fiesta patronal sale la procesión de la patrona a recorrer las calles de su colonia.

### México
En México, se venera a la Virgen de Montserrat en el templo del ex-convento de San Bernardino de Siena en Taxco de Alarcón, Guerrero, siendo una talla exacta de la original de Cataluña y se festeja el 27 de abril.
También se tiene una imagen de la Virgen de Montserrat en el Ex Convento de Montserrat, en el centro de la Ciudad de México (Isabel La Católica n.º 108, esquina José María Izazaga), sede de la Federación Mexicana de Charrería, A.C., la cual se encuentra en la capilla de este recinto cuya construcción data del siglo XVI. Aquí se puede observar como parte del acervo que conservan en el Museo de la Charrería.
En el Estado de Chihuahua, también se venera a la Virgen de Montserrat en el Municipio de Urique, la parroquia lleva su mismo nombre. Esta es una talla exacta de la original de Cataluña, la cual se le viste de diferente manera cada año según el gusto de los organizadores de la festividad y se festeja el 8 de septiembre, debido a que la imagen de la Santísima virgen dio la señal de quedarse en el poblado ese día. Durante el periodo de evangelización en Chihuahua se tenía planeado que la imagen llegara a la capilla de la comunidad de Batopilas, para llegar a ella tenía que hacerse un largo trayecto en el cual se tenía que llegar a pasar la noche en distintas comunidades, cuando fue tiempo de pasar la noche en Urique se montó que la imagen en un lugar del cual al siguiente día a la hora de partir no se le pudo retirar. Esta fue la señal de la virgen para quedarse en ese lugar. Desde entonces la noche del día 7 de septiembre se festeja con una vigilia y el día 8 del mismo mes que es el día del festejo se hace una procesión con la virgen en la cabeza de dicha procesión.
En El Municipio De Cruillas, Tamaulipas, Está La Iglesia De Nuestra Señora De Montserrat En La Plaza Principal, Siendo La Santa Patrona De Dicho Municipio Tamaulipeco.

### Perú
En la ciudad de Lima (Perú) se venera desde fines del siglo XVI una réplica de la imagen de Virgen en la parroquia de Nuestra Señora de Montserrat, ubicada en el Jr. Callao n.º 842, distrito de Lima. El antiguo barrio del extremo noroccidental al interior de la ciudad amurallada lleva el nombre de Montserrate, y sus fiestas se realizan los segundos domingos de septiembre en que la Hermandad realiza la romería, novena y procesión de la virgen.
En el Valle Sagrado de Cuzco, en el Parque Arqueológico de Chinchero, se encuentra la Virgen de Montserrat en la Iglesia de la Virgen de la Natividad. Esto se debe a que, inicialmente, el templo se llamaba Iglesia de la Virgen de Montserrat.

### Venezuela
En el pueblo de Santa Cruz de Aragua (Venezuela) se venera la imagen de Nuestra Señora de Montserrat desde 1782. Se relatan varios hechos milagrosos sobre el traslado de su imagen dentro de una caja desde La Guaira hasta Valencia, donde estaba destinada la imagen de la Virgen del Perpetuo Socorro para Santa Cruz de Aragua y la Virgen de Montserrat para la ciudad de Valencia, siendo transportadas las imágenes en bueyes a sus respectivos destinos; cuando llegó la caja destinada a Santa Cruz de Aragua y la abrieron, descubrieron que la imagen era la de la Virgen de Montserrat y no la Virgen del Perpetuo Socorro que ellos habían solicitado; el fenómeno se repitió una vez más cuando fueron a devolver la imagen, quedando así como señal de que la presente virgen quería quedarse en el pueblo de Santa Cruz de Aragua. Se narran varios episodios milagrosos. Es la patrona del pueblo de Santa Cruz de Aragua, Estado Aragua, y se venera todos los 8 de septiembre. Muy Amada y Adorada en su pueblo desde ese mismo año, en la madrugada de cada 8 de septiembre salen las vírgenes de cada sector del pueblo para encontrarse con la Virgen que permanece en la parroquia de Nuestra Señora de Montserrat.
También en la isla de Margarita (estado Nueva Esparta), se venera a nuestra señora de Montserrat en el pueblo de La Sierra, Municipio Arismendi, cada año es celebrada por los habitantes de dicho pueblo el 27 de abril con una misa solemne, culminando con la tradicional procesión con la imagen de nuestra señora de Montserrat.